# Francileudo Santos
Francileudo Silva dos Santos,em árabe: فرانسيلودو سيلفا دوس سانتوس ليما mais conhecido como Santos ou Dos Santos, (Zé Doca, 20 de março de 1979) é um futebolista aposentado brasileiro naturalizado tunisiano.

## Carreira
Iniciou sua carreira atuando nas categorias de base do Sampaio Corrêa, em 1996. Em seguida transferiu-se para o Standard de Liège, da Bélgica.
Pouco aproveitado na equipe belga, onde atuou em apenas dez partidas e não marcou nenhum gol, o jovem maranhense aceitou a proposta do Étoile du Sahel, que era então treinado pelo treinador francês Jean Fernandez. Por esta equipe, Francileudo Santos atuou 50 vezes e marcou 32 gols.
Após a passagem pelo Étoile du Sahel, se transferiu para o futebol francês, para atuar pelo Sochaux, clube onde jogou entre 2000 e 2005, disputando 144 partidas marcando 53 gols.
Após passagens por Toulouse, FC Zürich, novamente pelo Toulouse e novamente pelo Sochaux, retornou ao seu antigo clube, o tunisiano Étoile du Sahel.
Aposentou em 2013 no futebol tunisiano, com 33 anos.

## Seleção
Devido ao bom futebol apresentado no futebol tunisiano, pelo Étoile du Sahel, os dirigentes locais o propuseram a naturalização, em 2000, já que a Tunísia necessitava bastante de um atacante realmente eficiente. Todavia, o jogador brasileiro veio a se naturalizar apenas em 2003, porque ainda tinha esperanças de defender a seleção brasileira. Mas estas chances acabaram, pois não estava nos planos de Parreira. Assim, Francileudo acabou seguindo os passos de outro jogador maranhense naturalizado tunisiano, José Clayton.
Estreou na seleção tunisiana em 2004, e foi campeão da Copa das Nações Africanas no mesmo ano, com Francileudo se tornando um dos artilheiros, com quatro gols.
Pela seleção tunisiana, Disputou a Copa das Confederações de 2005, a Copa do Mundo de 2006 e ainda as Copas das Nações Africanas de 2004, 2006 e 2008.

## Títulos
Sochaux
- Ligue 2: 2001
- Coupe de la Ligue: 2004

FC Zürich
- Swiss Super League: 2007

Seleção Tunisiana
- Copa das Nações Africanas: 2004